# Maria de Booy
Maria de Booy (Amsterdam, 21 december 1933) is een Nederlandse actrice en cabaretière.

## Biografie
Na het Montessori Lyceum Amsterdam studeerde De Booy aan de Amsterdamse Toneelschool en vervolgens aan de London Academy of Music and Dramatic Art alvorens in 1955 te debuteren in de musical Pas op, kijk niet om bij de Haagse Comedie, een toneelgezelschap waar ze zeven jaar deel van uitmaakte. In 1959 sprak zij de stem in van Aurora in de eerste Nederlandse nasynchronisatie van Walt Disney's Doornroosje (1959). De zangstem werd gedaan door Christine Spierenburg. Als cabaretière werkte zij twee jaar mee aan de programma's van Sieto en Marijke Hoving. Daarna speelde ze enkel nog in (televisie)films en tv-series.

## Filmografie
| Jaar | Programma                       | Rol                                 | Opmerking      |
| ---- | ------------------------------- | ----------------------------------- | -------------- |
| 1959 | Een engeltje in de lommerd      | Lizzie                              | Televisiespel  |
| 1959 | Dagboek van Amy                 | Mevrouw Grey                        | Televisiefilm  |
| 1959 | Doornroosje (1959)              | Stem Aurora (Spraak)                | Animatiefilm   |
| 1960 | ...tenzij anders voorgeschreven |                                     | Televisiefilm  |
| 1962 | O, kijk mij nou                 | Jane                                | Televisiefilm  |
| 1963 | Schuld en boete                 | Doenja                              | Televisiefilm  |
| 1963 | Deur haasken, dodelijk haasken  | Maria Tesselschade-Roemers Visscher | Televisiefilm  |
| 1964 | Hedenavond: voorstelling        | Zangeres                            | Televisieserie |
| 1979 | Een pak slaag                   |                                     | Film           |
| 1980 | De beslagen spiegel             |                                     | Televisieserie |
| 1981 | Het meisje met het rode haar    | Moeder                              | Film           |
| 1981 | Mata Hari                       | Zuster Léonide                      | Televisieserie |
| 1981 | De afstand                      | De moeder van Luuk                  | Film           |
| 1985 | Het bloed kruipt                | Selma Burghart                      | Televisieserie |
| 1991 | De zomer van '45                | Koningin Wilhelmina                 | Televisieserie |
| 1992 | Iris                            | Nellie                              | Televisieserie |
| 1993 | Verhalen van de straat          | Moeder Desirée                      | Televisieserie |
| 1993 | Remember                        | Lida                                | Televisiefilm  |
| 1994 | Een spoor van blauw zand        |                                     | Televisieserie |
| 1995 | Eindeloos leven                 |                                     | Televisieserie |
| 1996 | Gemengde berichten              |                                     | Televisiefilm  |
| 2001 | Doei                            |                                     | Televisieserie |